# Левиногарь
Левиногарь — деревня в Кезском районе Удмуртской республики.

## География
Находится в северо-восточной части Удмуртии на расстоянии приблизительно 25 км на север-северо-восток по прямой от районного центра поселка Кез.

## История
Известна с 1891 года, в 1905 году здесь (починок Левиная Гарь) было учтено 16 дворов, в 1924 — 17. С 1932 года деревня. До 2021 года входила в состав Мысовского сельского поселения.

## Население
Постоянное население составляло 70 человек (1905), 84 (1924, все русские), 115 человек (русские 97 %), 85 в 2012.